# Phaea coccinea
Phaea coccinea är en skalbaggsart som beskrevs av Bates 1866. Phaea coccinea ingår i släktet Phaea och familjen långhorningar.
Artens utbredningsområde är Paraguay. Inga underarter finns listade i Catalogue of Life.